# Nikolaj Mihajlovič Aleksejev
Nikolaj Mihajlovič Aleksejev (rusko Николай Михайлович Алексеев), sovjetski letalski častnik, vojaški pilot in letalski as, * 26. junij 1919, † 12. julij 1943, padel v boju.
Aleksejev je v svoji vojaški karieri dosegel 15 samostojnih in 6 skupnih zračnih zmag.

## Življenjepis
Med drugo svetovno vojno je bil pripadnik 271. in 64. gardnega lovskega letalskega polka.
Opravil je 102 bojne polete.

## Odlikovanja
- heroj Sovjetske zveze (posmrtno)
- red Lenina
- red rdeče zastave
- red rdeče zvezde
- red domovinske vojne